# Denys Finch Hatton

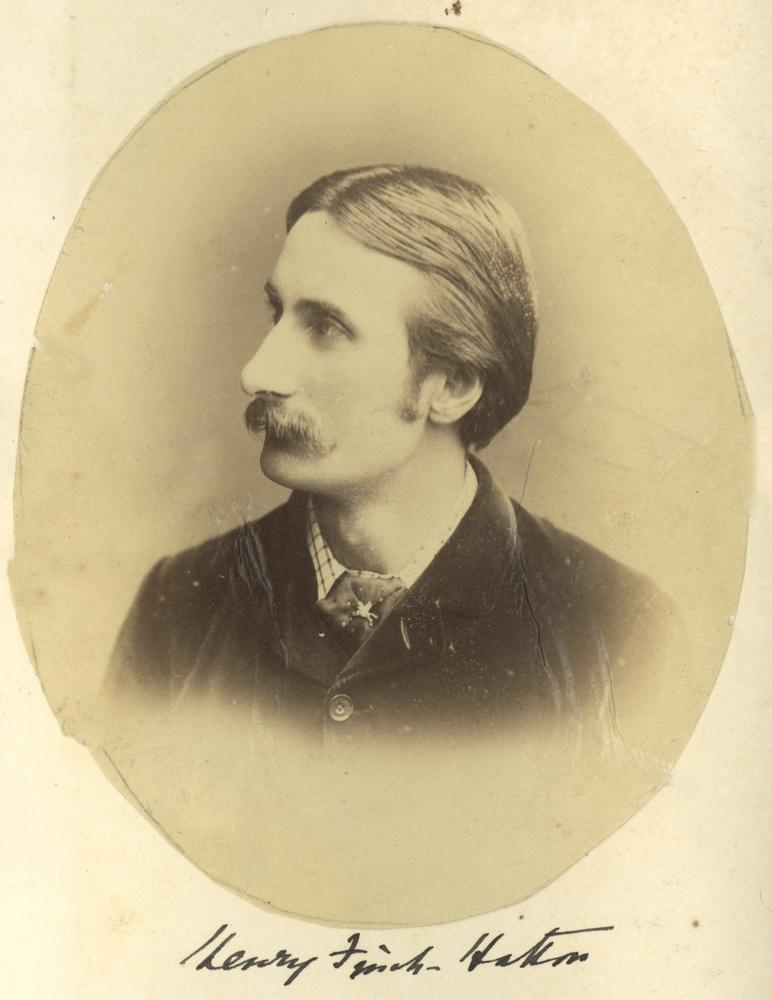
Henry Finch-Hatton (1852-1927), padre de Denys.

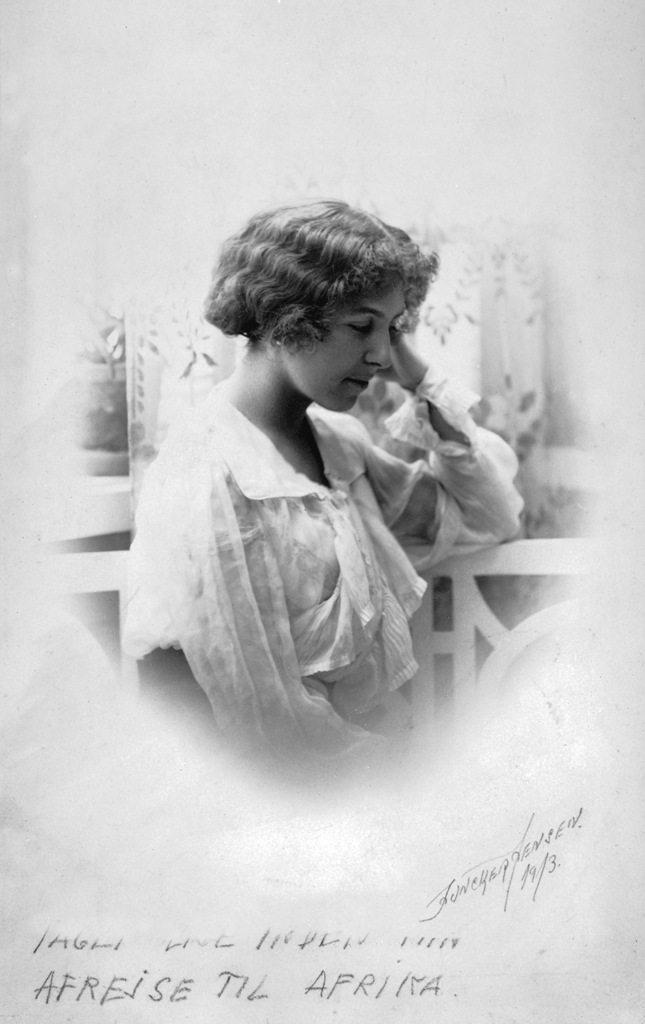
Karen Blixen, 1913.

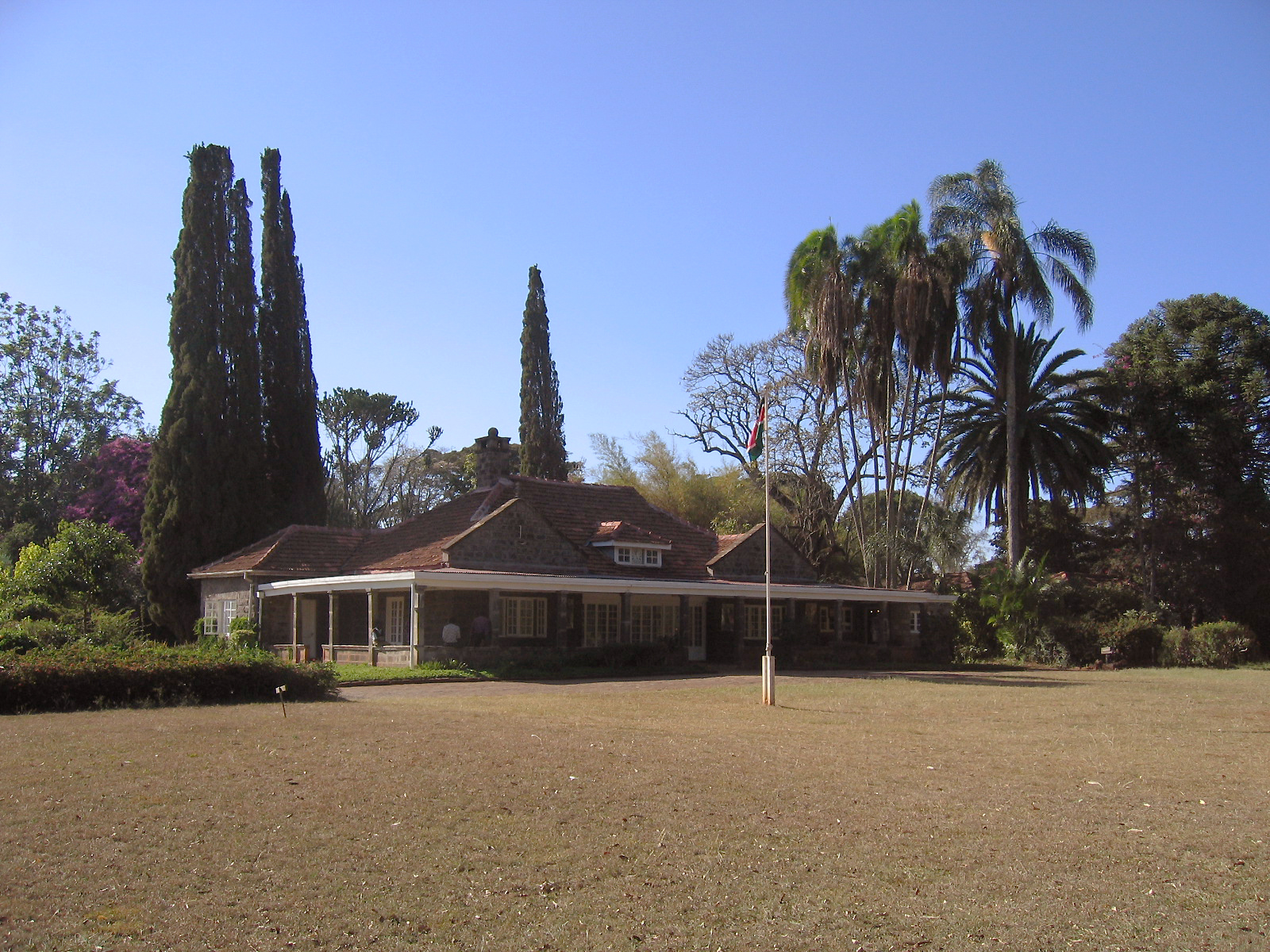
La casa de Karen Blixen (ahora museo).

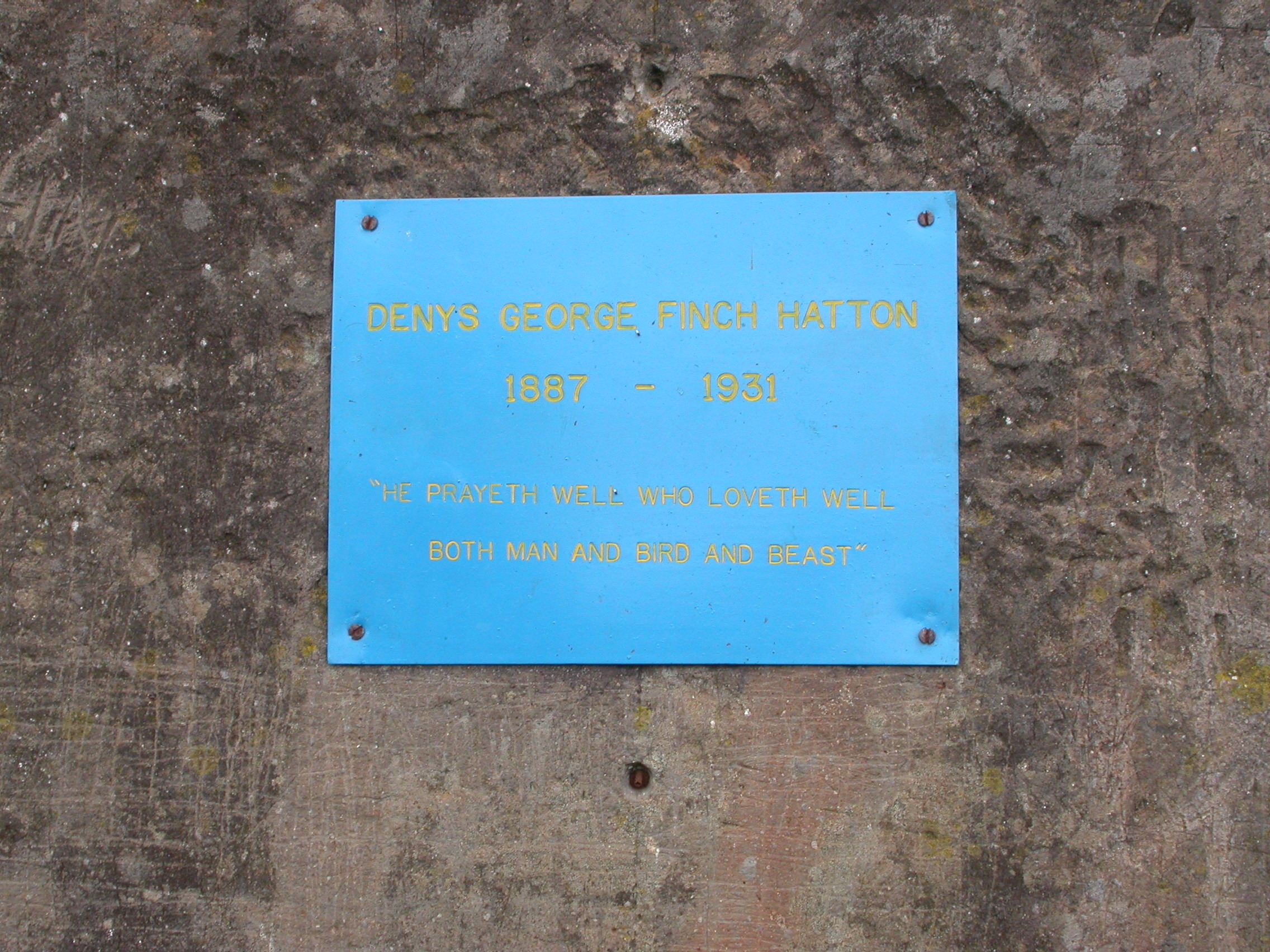
Placa conmemorativa en la tumba Denys Finch Hatton.

Denys George Finch Hatton (Inglaterra, 24 de abril de 1887-Voi, Kenia, 14 de mayo de 1931) fue un cazador de caza mayor y amante de Karen Blixen (también conocida por su seudónimo, Isak Dinesen), quien escribió sobre él en su libro autobiográfico Memorias de África (1937). En el libro, su nombre está escrito con guion: Finch-Hatton.

## Vida
Finch Hatton era hijo de Henry Stormont Finch Hatton, 13.º Conde de Winchilsea, y de su esposa, de soltera Anne Codrington, hija de un almirante de la Flota británica. Siendo el tercer hijo, y segundo de los varones, fue educado en el Eton College, y Brasenose College.
En 1911, después de un viaje a Sudáfrica, viajó al África Oriental Británica, y compró algo de tierra en el lado occidental del Gran Valle del Rift, cerca de lo que hoy es Eldoret. Le pasó la inversión a un socio y se consagró a la caza.
No se sabe que Finch Hatton tuviera ningún romance serio antes de conocer a Blixen. Los presentaron en el Club de campo Muthaiga el 5 de abril de 1918. Poco después le dieron a él un servicio militar en Egipto. A su regreso a Kenia después del armisticio, desarrolló una estrecha amistad con Karen y su esposo sueco, el barón Bror von Blixen-Finecke. Volvió a dejar África en 1920, pero regresó en 1922, invirtiendo en una compañía de desarrollo de tierra.
Para entonces, Karen Blixen estaba separada de su esposo, y después de su divorcio en 1925, Finch Hatton se trasladó a la casa de ella y comenzó a dirigir safaris para deportistas adinerados. Entre sus clientes estuvieron Marshall Field y el Príncipe de Gales. Según la autora Mary Lovell, en 1930, Finch Hatton comenzó un romance con Beryl Markham, que trabajaba como entrenadora de caballos de carreras en Nairobi y sus alrededores. Esta relación inspiró a Markham a volar; más tarde, ella misma se haría famosa como pionera de la aviación. Linda Donelson, una biógrafa de Blixen, ha conjeturado que Finch Hatton era homosexual o bisexual, citando su estrecha relación con el expatriado británico Berkeley Cole, un fundador del club Muthaiga de Nairobi.
En la mañana del 14 de mayo de 1931, el Gipsy Moth de Finch Hatton despegó del aeropuerto de Voi, lo rodeó dos veces y luego descendió bruscamente hacia el suelo, estallando en llamas. Finch Hatton y Kamau, su sirviente kĩkũyũ, resultaron muertos.
Según sus deseos, Finch Hatton fue enterrado en las colinas de Ngong que dan al parque nacional de Nairobi. Más tarde, su hermano erigió un obelisco en el lugar de enterramiento, sobre el cual colocó una simple placa de latón dorado con el nombre de Denys, las fechas de nacimiento y muerte y un extracto del poema narrativo de Samuel Taylor Coleridge Rime of the Ancient Mariner: "Reza bien quien ama bien 
A todos, hombre y ave y animal". Según el libro Lejos de África, hay una placa memorial en un puente peatonal en Eton.
Denys Finch Hatton fue interpretado por Robert Redford en la película del año 1985 Out of Africa ("Memorias de África" en España, "África mía" en Hispanoamérica).